# Boulevard Heights (Saint-Louis)
Boulevard Heights est un quartier de Saint-Louis, dans le Missouri.

## Démographie
En 2010, la population de Boulevard Heights était 89,5% blanche, 3,6 % noire, 3,5 % hispanique ou latino-américaine, 0,3 % amérindienne, 3,6 % asiatique, 2,9 % d'autres origines.